# 新米科拉伊夫卡 (伊茲梅爾區)
新米科拉伊夫卡（烏克蘭語：Новомиколаївка）是位於烏克蘭西南部的村莊，由敖德萨州伊茲梅爾區的維爾科韋市鎮負責管轄。該村始建於1944年，面積0.59平方公里，海拔高度15米，2001年人口587，人口密度每平方公里994.92人。
45°36′36″N 29°30′7″E / 45.61000°N 29.50194°E